# Kandet Kanté
Kandet Kantet est une chanteuse d'origine guinéenne naturalisée ivoirienne depuis mai 2004, qui s'inscrit dans la musique mandingue. Elle a  son compte trois albums dont le tout dernier La fille de soundjata, qui lui a valu le trophée de la meilleure musique mandingue 2006 à Conakry. Kandet chante en malinké, en français et en soussou parce que, pour elle, il est très important de se faire comprendre par un large public. L'amour, l'unité, les commérages, les fléaux qui ravagent le monde les problèmes d'existence et la foi en Dieu sont ses thèmes préférés.

## La musique un rêve d'enfance
Pour Kandet Kanté, devenir un jour une grande chanteuse était le plus grand rêve qu'elle nourrissait depuis l'enfance surtout qu'elle est membre d'une famille au sein de laquelle sont présents de grands noms, notamment Mory Kanté, Manfila Kanté, Dianka Diabaté....
C'est ainsi qu'elle ne put échapper au virus de la musique qui la stimula à s'intéresser à la chanson et à la danse avec Jennifer Lopez et Janet Jackson comme modèles.

## Sa carrière de chanteuse

### Ses premiers pas dans la musique
Devant les difficultés du quotidien qu'elle vit dans son quartier d'enfance, le Marley d'Abobo, Kandet décide de sortir des salles de classe dès le cours primaire première année pour se mettre à l'école de la rue. Elle est alors attirée par le roulement de tam-tam de « Panafricain », une troupe de danses africaines sous lesquels elle apprend danse chant et chorégraphie. Sa carrière débute en effet en 1986 au sein de cette troupe d'Abobo qui a maintes fois changé de nom, en passant par « Ensemble Milo ».  Pendant que Kandet fait les beaux jours de cette compagnie de comédie musicale, elle est co-optée par la diva de la chanson ivoirienne, Aïcha Koné, pour le tournage du clip de son prodigieux album « de décidé » sortie en 1990.
Un jour, en pleine répétition pour le tournage du clip « de décidé » de la Diva, elle rencontre Souleyman Koly  qui donne un autre tournant à sa vie.
En 1991, elle rejoint le « Kotéba » pour une tournée qui lui permet de visiter 46 États sur 50 du pays de l'Oncle Sam.
Mais entre-temps elle s'est forgée rigouresement avec des compagnies comme Imako, Tchetché, Jeune ballet d'Afrique Noire...
L'institution Koteba lui donne tous les rudiments des arts de scène: danse, théâtre, chant, et surtout l'esprit de famille. Avec Maaté Keita, Djintinin Fi, Niama et Alama Kanté, ses sœurs aînées, elle écrit les plus belles saisons de la série Koteba. Consciente donc de sa fulgurante et extraordianaire progression, elle décide de voler de ses propres ailes et quitte donc le Kotéba, en fin 2001, auréolée de la couronne de danseuse-chorégraphe.

### Son parcours musical

#### Son premier album
Belle, sublime et talentueuse, Kandet Kanté a une allure de mannequin, un look carrément ensorcelant et une voix d'or. C'est forte de son expérience qu'elle met sur le marché Kotébana, son premier album produit et enregistré dans les studios de la Nouvelle Jat Music en Côte d'Ivoire  en 2003. C'est le début d'une carrière musicale excitante. 
Par Kotebana, la jeune artiste, chanteuse et danseuse fait une entrée fracassante dans le show-biz, Avec des titres comme Kotebana, Les mamans d'Afrique, Forcé fourou (mariage forcé) et autres.

#### Quand le succès apparaît
C'est son deuxième album Chauffer moteur sorti en 2004 qui la révélera  au grand public et la propulsa. Cet album lui a permis d'avoir à son actif plusieurs prix nationaux et même internationaux. L'on peut citer le grand Prix Tamani de la meilleure chanteuse mandingue 2006, trophée du Tiercé Gagnant, Eburnie Music Awards sont les quelques récompenses qu'elle a remportées.

### Son dernier album
Elle sort son troisième album Soundjata, l'Afrique combat en 2006, dans lequel elle assure les mélomanes sur la qualité de son timbre vocal. Dans cet opus de Kandet, elle aborde plusieurs thèmes comme le Sida (en hommage à tous ceux qui sont malades), la crise en Côte d'Ivoire, la médisance, la culpabilité, la vie en général. Un des titres phares, Kozoko, parle de la vie dans les foyers et un autre titre parle du combat de l'Afrique. Elle rend hommage à ce vaillant combattant africain qu'est Soundjata Kéita.
Il faut mentionner que l'artiste a monté une structure de production et de distribution dénommée Kandet Song Music House.

## Discographie
- Soundjata, l'Afrique combat, album sorti en 2006
- Chauffer moteur, album sorti en 2004
- Kotébana, album sorti en 2003